# Goschenhof (Dürrwangen)
Goschenhof ist ein Wohnplatz des Marktes Dürrwangen im Landkreis Ansbach (Mittelfranken, Bayern). Nach den 1970er Jahren zählt der Ort nicht mehr zu den amtlich benannten Gemeindeteilen. Goschenhof liegt in der Gemarkung Neuses.

## Geografie
Unmittelbar westlich der Einöde entspringt das Hühnerbächlein, ein rechter Zufluss der Sulzach. 0,5 km nordwestlich liegt der Frickinger Wald. Eine Gemeindeverbindungsstraße führt nach Neuses (0,6 km südwestlich) bzw. die Kreisstraße AN 42 bei Flinsberg kreuzend nach Sulzach (1,7 km nordöstlich).

## Geschichte
Die Fraisch über Goschenhof war strittig zwischen dem ansbachischen Oberamt Feuchtwangen, dem oettingen-spielbergischen Oberamt Dürrwangen und der Reichsstadt Dinkelsbühl. Die Grundherrschaft über das Lehengütlein hatte die Reichsalmosenpflege der Reichsstadt Dinkelsbühl. Von 1797 bis 1808 unterstand der Ort dem Justiz- und Kammeramt Feuchtwangen.
Infolge des Gemeindeedikts wurde Goschenhof 1809 dem Steuerdistrikt Schopfloch und der Ruralgemeinde Lehengütingen zugeordnet. Mit dem Zweiten Gemeindeedikt (1818) wurde der Ort in die neu gebildete Ruralgemeinde Neuses umgemeindet. Am 1. Januar 1971 wurde Goschenhof im Zuge der Gebietsreform in Bayern nach Dürrwangen eingegliedert.

### Einwohnerentwicklung
| Jahr      | 001818 | 001840 | 001861 | 001871 | 001885 | 001900 | 001925 | 001950 | 001961 | 001970 |
| Einwohner |        | 3      | 4      | 5      | 9      | 3      | 8      | 8      | 4      | 6      |
| Häuser    | 1      | 1      |        |        | 1      | 1      | 1      | 1      | 1      |        |
| Quelle    | [ 9 ]  | [ 10 ] | [ 11 ] | [ 12 ] | [ 13 ] | [ 14 ] | [ 15 ] | [ 16 ] | [ 17 ] | [ 18 ] |

## Religion
Der Ort ist seit der Reformation evangelisch-lutherisch geprägt und bis heute nach St. Wendelin (Lehengütingen) gepfarrt. Die Katholiken sind nach Maria Immaculata (Dürrwangen) gepfarrt.

## Weblink
- Goschenhof in der Ortsdatenbank des bavarikon, abgerufen am 19. August 2021.